# Synarmadillo lubilensis
Synarmadillo lubilensis là một loài chân đều trong họ Armadillidae. Loài này được Van Name miêu tả khoa học năm 1920.